# Fahimé Rahimi
 (juillet 2013).
Œuvres principales
Retour au bonheur
Fenêtre
Fahimé Rahimi est une romancière renommée iranienne née à Téhéran en mai 1952 et morte à Téhéran le 18 juin 2013. Elle a publié 23 romans et plusieurs œuvres pour enfants.
En 1989, elle publie son premier livre, Retour au bonheur (bazgasht be khoshbakhti). Sept de ses livres figurent parmi les principaux best-sellers en Iran après la révolution.

## Œuvres
- Retour au bonheur
- Petit diable
- Bus
- Ariana
- Larmes et les étoiles
- Pluie
- Dame de la forêt
- Oublier la chute
- Fées
- Fenêtre
- Mania (dernier roman)
- Amour et superstitions
- Jardin Lane souvient
- Mandana